# Neopromachus strumosus
Neopromachus strumosus is een insect uit de orde Phasmatodea en de  familie Phasmatidae. 